# Valuair
Valuair – singapurska linia lotnicza z siedzibą w Singapurze. Głównym węzłem jest port lotniczy Singapur-Changi.